# Wereldkampioenschappen skivliegen

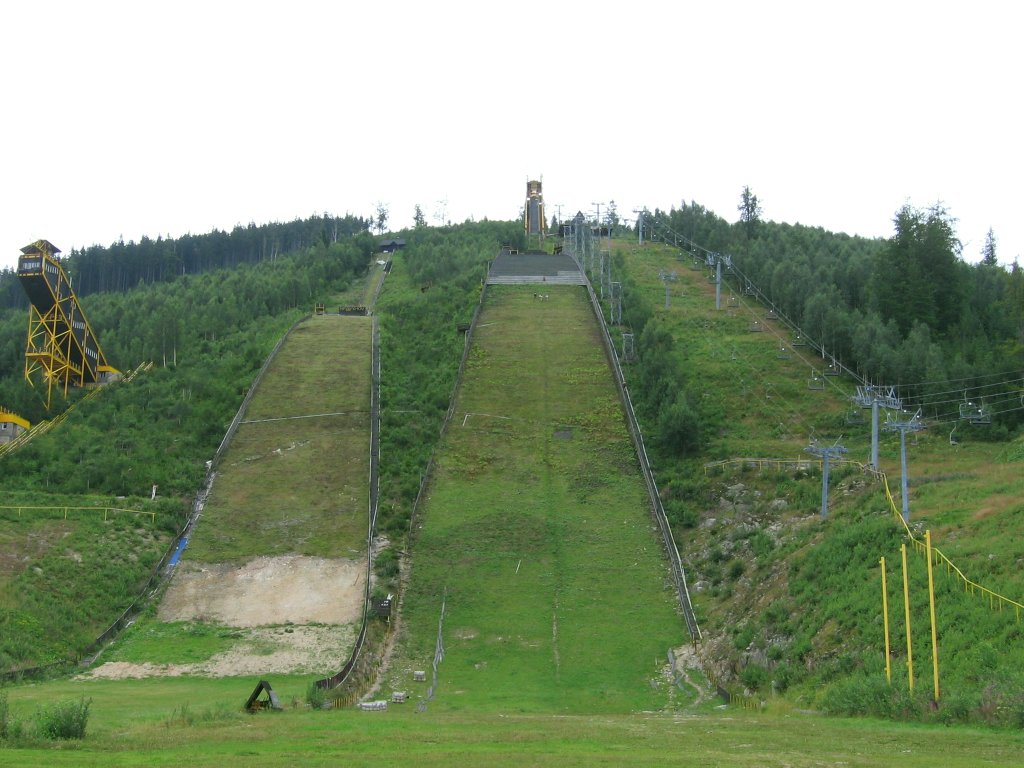
De skivliegschans te Harrachov, decor van het WK skivliegen in 2002 en 2014

Het wereldkampioenschap skivliegen wordt sinds 1972 georganiseerd door de FIS.
Het wordt om de twee jaar in de even jaren gehouden. De oneven jaren zijn voor het wereldkampioenschap schansspringen.
Sinds 1992 wordt het kampioenschap bij toerbeurt georganiseerd op de vijf daartoe geschikte schansen: Letalnica bratov Gorišek (Planica) - Kulm (Bad Mitterndorf) - Heini Klopfer Skivliegschans (Oberstdorf) - Vikersundbakken (Vikersund) - Čerťák (Harrachov).
Vanaf 2004 is er ook een landenwedstrijd.
De regerend wereldkampioen is de Noor Marius Lindvik. Het Sloveense team won de laatst gehouden landenwedstrijd.
Bij de individuele wedstrijd mogen per land maximaal 4 deelnemers aan de start komen, aangevuld met de regerend wereldkampioen. Tijdens de kwalificatie plaatsen de beste 40 springers zich voor de wedstrijd. Na de eerste sprong gaan de beste 30 verder met nog eens drie sprongen. Het totaal aantal punten van de vier sprongen bepaalt het eindklassement. De wedstrijd duurt twee dagen en elke dag zijn er twee sprongen.
De landenwedstrijd wordt op één dag gehouden. Per land maken vier springers elk twee sprongen. Het totaal van deze acht sprongen bepaalt het eindklassement.

## Erelijst

### Individueel
| Jaar | Plaats          | Goud                  | Zilver                | Brons               |
| 1972 | Planica         | Walter Steiner        | Heinz Wosipiwo        | Jirí Raška          |
| 1973 | Oberstdorf      | Hans-Georg Aschenbach | Walter Steiner        | Karel Kodejška      |
| 1975 | Bad Mitterndorf | Karel Kodejška        | Rainer Schmidt        | Karl Schnabl        |
| 1977 | Vikersund       | Walter Steiner        | Anton Innauer         | Henry Glass         |
| 1979 | Planica         | Armin Kogler          | Axel Zitzmann         | Piotr Fijas         |
| 1981 | Oberstdorf      | Jari Puikkonen        | Armin Kogler          | Tom Levorstad       |
| 1983 | Harrachov       | Klaus Ostwald         | Pavel Ploc            | Matti Nykänen       |
| 1985 | Planica         | Matti Nykänen         | Jens Weißflog         | Pavel Ploc          |
| 1986 | Bad Mitterndorf | Andreas Felder        | Franz Neuländtner     | Matti Nykänen       |
| 1988 | Oberstdorf      | Ole Gunnar Fidjestøl  | Primož Ulaga          | Matti Nykänen       |
| 1990 | Vikersund       | Dieter Thoma          | Matti Nykänen         | Jens Weißflog       |
| 1992 | Harrachov       | Noriaki Kasai         | Andreas Goldberger    | Roberto Cecon       |
| 1994 | Planica         | Jaroslav Sakala       | Espen Bredesen        | Roberto Cecon       |
| 1996 | Bad Mitterndorf | Andreas Goldberger    | Janne Ahonen          | Urban Franc         |
| 1998 | Oberstdorf      | Kazuyoshi Funaki      | Sven Hannawald        | Dieter Thoma        |
| 2000 | Vikersund       | Sven Hannawald        | Andreas Widhölzl      | Janne Ahonen        |
| 2002 | Harrachov       | Sven Hannawald        | Martin Schmitt        | Matti Hautamäki     |
| 2004 | Planica         | Roar Ljøkelsøy        | Janne Ahonen          | Tami Kiuru          |
| 2006 | Bad Mitterndorf | Roar Ljøkelsøy        | Andreas Widhölzl      | Thomas Morgenstern  |
| 2008 | Oberstdorf      | Gregor Schlierenzauer | Martin Koch           | Janne Ahonen        |
| 2010 | Planica         | Simon Ammann          | Gregor Schlierenzauer | Anders Jacobsen     |
| 2012 | Vikersund       | Robert Kranjec        | Rune Velta            | Martin Koch         |
| 2014 | Harrachov       | Severin Freund        | Anders Bardal         | Peter Prevc         |
| 2016 | Bad Mitterndorf | Peter Prevc           | Kenneth Gangnes       | Stefan Kraft        |
| 2018 | Oberstdorf      | Daniel-André Tande    | Kamil Stoch           | Richard Freitag     |
| 2020 | Planica         | Karl Geiger           | Halvor Egner Granerud | Markus Eisenbichler |
| 2022 | Vikersund       | Marius Lindvik        | Timi Zajc             | Stefan Kraft        |
| 2024 | Bad Mitterndorf | Stefan Kraft          | Andreas Wellinger     | Timi Zajc           |

### Team
| Jaar | Plaats          | Goud                                                                                     | Zilver                                                                          | Brons                                                                                  |
| 2004 | Planica         | Noorwegen Roar Ljøkelsøy Sigurd Pettersen Bjørn Einar Romøren Tommy Ingebrigtsen         | Finland Tami Kiuru Veli-Matti Lindström Matti Hautamäki Janne Ahonen            | Oostenrijk Thomas Morgenstern Andreas Goldberger Andreas Widhölzl Wolfgang Loitzl      |
| 2006 | Bad Mitterndorf | Noorwegen Bjørn Einar Romøren Lars Bystøl Tommy Ingebrigtsen Roar Ljøkelsøy              | Finland Janne Happonen Tami Kiuru Matti Hautamäki Janne Ahonen                  | Duitsland Michael Neumayer Georg Späth Alexander Herr Michael Uhrmann                  |
| 2008 | Oberstdorf      | Oostenrijk Martin Koch Thomas Morgenstern Andreas Kofler Gregor Schlierenzauer           | Finland Janne Happonen Harri Olli Matti Hautamäki Janne Ahonen                  | Noorwegen Bjørn Einar Romøren Anders Bardal Tom Hilde Anders Jacobsen                  |
| 2010 | Planica         | Oostenrijk Wolfgang Loitzl Thomas Morgenstern Martin Koch Gregor Schlierenzauer          | Noorwegen Anders Jacobsen Anders Bardal Johan Remen Evensen Bjørn Einar Romøren | Finland Janne Happonen Olli Muotka Matti Hautamäki Harri Olli                          |
| 2012 | Vikersund       | Oostenrijk Martin Koch Gregor Schlierenzauer Andreas Kofler Thomas Morgenstern           | Duitsland Severin Freund Maximilian Mechler Richard Freitag Andreas Wank        | Slovenië Robert Kranjec Jure Šinkovec Jurij Tepeš Jernej Damjan                        |
| 2014 | Harrachov       | Afgelast vanwege harde wind                                                              | Afgelast vanwege harde wind                                                     | Afgelast vanwege harde wind                                                            |
| 2016 | Bad Mitterndorf | Noorwegen Anders Fannemel Johann André Forfang Daniel-André Tande Kenneth Gangnes        | Duitsland Andreas Wellinger Stephan Leyhe Richard Freitag Severin Freund        | Oostenrijk Stefan Kraft Manuel Poppinger Manuel Fettner Michael Hayböck                |
| 2018 | Oberstdorf      | Noorwegen Johann André Forfang Daniel-André Tande Robert Johansson Andreas Stjernen      | Slovenië Peter Prevc Domen Prevc Anže Semenič Jernej Damjan                     | Polen Kamil Stoch Piotr Żyła Dawid Kubacki Stefan Hula                                 |
| 2020 | Planica         | Noorwegen Daniel-André Tande Johann André Forfang Robert Johansson Halvor Egner Granerud | Duitsland Constantin Schmid Pius Paschke Markus Eisenbichler Karl Geiger        | Polen Piotr Żyła Andrzej Stękała Kamil Stoch Dawid Kubacki                             |
| 2022 | Vikersund       | Slovenië Domen Prevc Peter Prevc Timi Zajc Anže Lanišek                                  | Duitsland Severin Freund Andreas Wellinger Markus Eisenbichler Karl Geiger      | Noorwegen Johann André Forfang Daniel-André Tande Halvor Egner Granerud Marius Lindvik |
| 2024 | Bad Mitterndorf | Slovenië Lovro Kos Peter Prevc Domen Prevc Timi Zajc                                     | Oostenrijk Michael Hayböck Manuel Fettner Jan Hörl Stefan Kraft                 | Duitsland Pius Paschke Karl Geiger Stephan Leyhe Andreas Wellinger                     |

1972 · 1973 · 1975 · 1977 · 1979 · 1981 · 1983 · 1985 · 1986 · 1988 · 1990 · 1992 · 1994 · 1996 · 1998 · 2000 · 2002 · 2004 · 2006 · 2008 · 2010 · 2012 · 2014 · 2016 · 2018 · 2020 · 2022 · 2024